# Xocayurd Dağı
Xocayurd Dağı (armeniska: Hoghasar Lerr, Հողասար Լեռ, Khojayurt Lerr, Խոձայուրտ Լեռ) är ett berg i Azerbajdzjan.   Det ligger i distriktet Kəlbəcər Rayonu, i den sydvästra delen av landet, 300 km väster om huvudstaden Baku. Toppen på Xocayurd Dağı är 2 389 meter över havet, eller 519 meter över den omgivande terrängen. Bredden vid basen är 7,4 km.
Terrängen runt Xocayurd Dağı är kuperad åt sydväst, men åt nordost är den bergig. Runt Xocayurd Dağı är det ganska glesbefolkat, med 32 invånare per kvadratkilometer.. Närmaste större samhälle är Aterk, 14,5 km nordost om Xocayurd Dağı. 
I omgivningarna runt Xocayurd Dağı växer i huvudsak blandskog.